# TT64
TT64 (nomenclatura de les sigles en anglès Theban Tomb) és una tomba egípcia que es troba al cementiri de Xeic Abd el-Gourna de la necròpolis de tebana.
Es tracta de la sepultura de Hekerneheh, el tutor reial del príncep Amenofis durant el regnat de Tuthmosis IV. Va viure fins, com a mínim el regnat d'Amenofis III, durant la XVIII dinastia.
A la tomba es mostra a Hekerneheh amb el fill del rei, qui més endavant es convertiria en el faraó Amenofis III. Darrere de Hekerneheh, hi ha representats sis prínceps reials. Un d'ells és el príncep Amenemhet, fill també de Tuthmosis IV els vasos de canopis del qals es van trobar a la tomba del seu pare (la KV43).

## La tomba
La tomba TT64 va ser construïda en la forma de "T" invertida típica en algunes tombes similars de la dinastia XVIII. A un corredor d'accés curt, en el qual hi surt representat el difunt en adoració, el segueix un passadís transversal en el qual Hekerneheh flanqueja el jove príncep mentre aboca ungüents i crema ofrenes en un braser; segueix al pare (?), Hekreshu, amb el nen als genolls mentre un home ofereix un ram de flors a Amon i al pare del difunt. Una estela porta les restes d'un ofertori a Anubis amb la disfressa d'un xacal.
| S38 | q · Y1 | r · H · N5 · H |

| S38 | q · Y1 | r · H · N5 · H |

En una altra escena, el pare Hekreshu ofereix una flor de papir que ha florit completament al Kha de Tuthmosis IV situat sota un lloc amb vistes a alguns presoners; més enllà del difunt, amb alguns principis, ofereix raïms de flors al pare que sosté el jove príncep a la falda; també en aquest cas, hi ha alguns presos sota el seient. Una mica més enllà, el difunt, seguit per alguns homes que porten ramets de flors, els ofereix a Tuthmosis IV i al seu kha sota un lloc els costats del qual hi ha dos asiàtics.
Un breu passatge, on algunes pintures inacabades representen el difunt que entra (en una paret) i que surt (en una altra) permet l'accés a una petita sala final en la qual les restes d'algunes escenes fan referència al difunt en ofertori davant d'Anubis.